# Theix
Theix [tɛks] (bretonisch: Teiz) ist eine Ortschaft und eine ehemalige französische Gemeinde mit zuletzt 6946 Einwohnern (Stand 2013) im Département Morbihan in der Region Bretagne. Sie gehörte zum Arrondissement Vannes und zum Kanton Vannes-Est. Die Einwohner heißen Theixois(es).
Sie wurde mit Wirkung vom 1. Januar 2016 mit der früheren Gemeinde Noyalo zur Commune nouvelle Theix-Noyalo zusammengelegt. In der neuen Gemeinde hat lediglich Noyalo den Status einer Commune déléguée. Der Verwaltungssitz befindet sich im Ort Theix.

## Geographie
Die Stadt liegt nahe dem Golf von Morbihan. Umgeben wird Theix von den Nachbarorten Treffléan im Norden, Sulniac im Osten, Lauzach und La Trinité-Surzur im Südosten, Surzur im Süden, Noyalo im Südwesten, Séné im Westen und Vannes im Nordwesten.
Theix liegt an der Route nationale 165 von Nantes nach Brest.
Der Ort war bis 1947 an das Netz der Chemins de fer du Morbihan angebunden.

## Bevölkerungsentwicklung
| Jahr      | 1962 | 1968 | 1975 | 1982 | 1990 | 1999 | 2006 | 2011 |
| Einwohner | 1858 | 1808 | 2154 | 3521 | 4435 | 5029 | 6613 | 6726 |

## Sehenswürdigkeiten
- Manoir de Plessis-Josso, seit 1929 Monument historique
- Kirche Saint-Cécile aus dem Jahre 1855
- Kapellen
  - Saint-Leonard aus dem 15. Jahrhundert, 1767 rekonstruiert
  - Saint-Michel in der Ortschaft Brangolo aus dem 15./16. Jahrhundert, seit 1925 Monument historique
  - Sainte-Barbe aus dem 17./18. Jahrhundert
  - Saint-Joseph in der Ortschaft Calzac aus dem 17./18. Jahrhundert
  - Notre-Dame-la-Blanche (gotisch), aus dem 16. Jahrhundert, seit 1925 Monument historique
- Bourg du Gorvello (die Ortschaft Le Gorvello)
  - Kirche und Brunnen Saint-Jean-Baptiste aus dem 16. Jahrhundert, Monument historique seit 1925

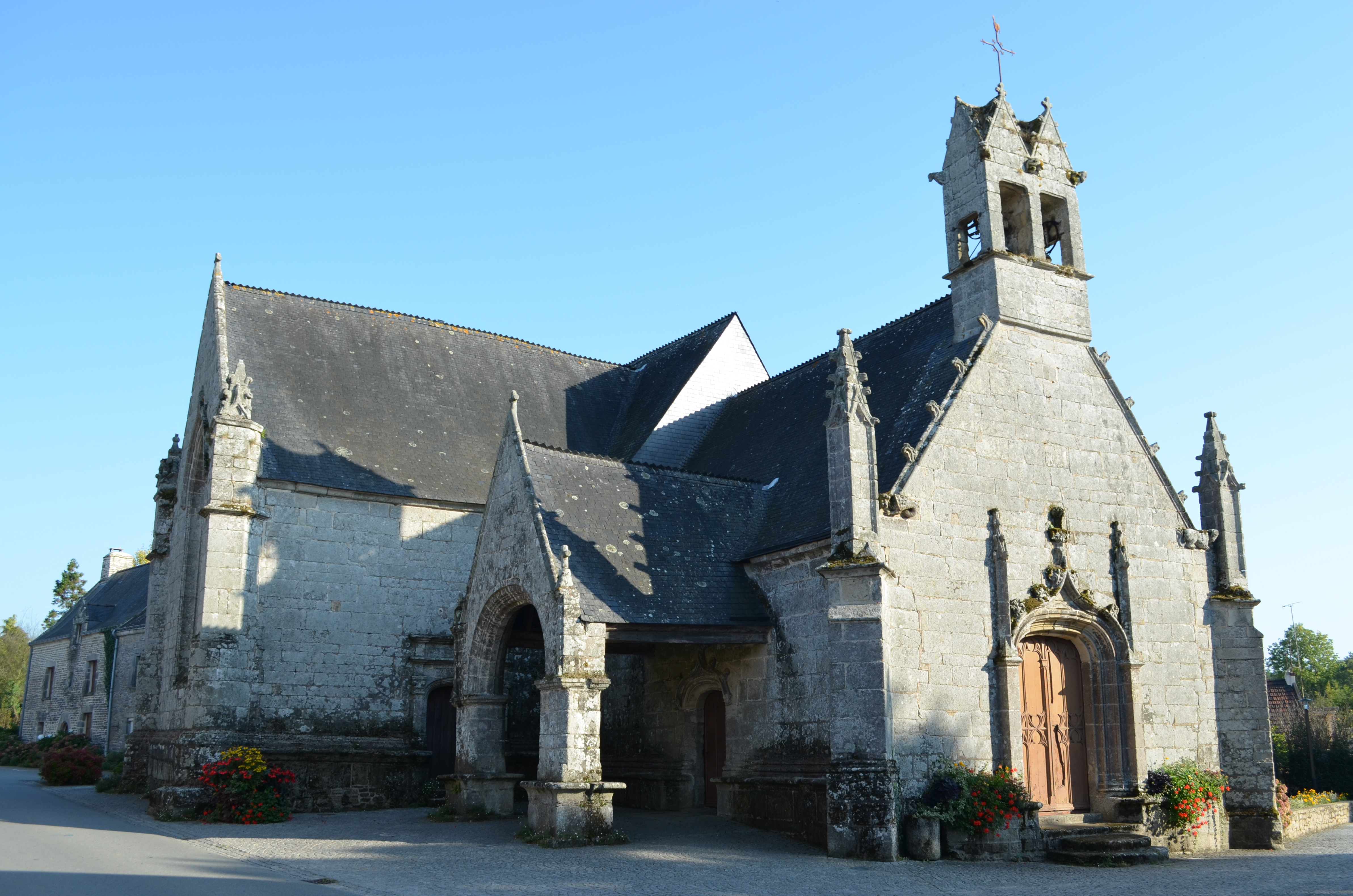
Kirche Saint-Jean-Baptiste in Le Gorvello

  - Kapelle Saint-Roch erbaut 1604

## Partnerschaften
Mit der französischen Gemeinde Thônes im Département Haute-Savoie (Rhône-Alpes) und mit der deutschen Ortschaft Sahlenburg (Ortsteil von Cuxhaven), Niedersachsen, bestehen Partnerschaften.

## Persönlichkeiten
- Mathurin-Marie Le Mailloux (1878–1945), römisch-katholischer Ordensgeistlicher und Apostolischer Vikar von Douala

## Nachweise
1. ↑  Erlass der Präfektur über die Bildung der Commune nouvelle Theix-Noyalo vom 5. November 2015.

- Le Patrimoine des Communes du Morbihan. Flohic Editions, Band 2, Paris 1996, ISBN 2-84234-009-4, S. 1035–1039.